# Enicospilus hirayamai
Enicospilus hirayamai är en stekelart som beskrevs av Tohru Uchida 1955. Enicospilus hirayamai ingår i släktet Enicospilus och familjen brokparasitsteklar. Inga underarter finns listade i Catalogue of Life.